# Formicium
Formicium (лат.) — ископаемый род муравьёв (семейство Formicidae) отряда перепончатокрылых насекомых.

## Описание
Род Formicium это — полностью вымершая группа муравьёв из среднего эоцена, которая была впервые описана в 1854 году и выделена в отдельное подсемейство в 1986 году. Род Formicium включает муравьёв с самым большим размахом крыльев до 15 см. Общий размер тела около 4—7 см. Длина тела самки Formicium giganteum достигала 7 см.

## Систематика
Род относится к подсемейству Formiciinae и ранее включал 5 ископаемых видов муравьёв. В 2011 году был описан новый род и вид †Titanomyrma Archibald et al., 2011, в который перенесли два ранее известных вида из рода Formicium.
- †Formicium Westwood, 1854[1]
  - †Formicium berryi Carpenter, 1929
  - †Formicium brodiei Westwood, 1854 typus
  - †Formicium mirabile Cockerell, 1920[4]
- Бывшие виды рода
  - †Formicium giganteum Lutz, 1986
  - †Formicium simillimum Lutz, 1986